# Кубок Еви Дуарте 1950
Кубок Еви Дуарте 1950 — 6-й неофіційний розіграш турніру, який став попередником Суперкубка Іспанії з футболу. У змаганні зустрились чемпіон Іспанії Атлетіко (Мадрид) та володар кубка Іспанії Атлетік (Більбао). Матч, який відбувся 12 жовтня 1950 року, закінчився з нічийним рахунком 5:5, тому був призначений матч-перегравання. У ньому, який був проведений 2 листопада 1950 року, перемогу з комфортним рахунком 2:0 здобув клуб із Більбао.

## Матчі

### Перший матч
| 12 жовтня 1950 |

| Атлетік (Більбао)                                   | 5:5 дч   | Атлетіко (Мадрид)                                |
| --------------------------------------------------- | -------- | ------------------------------------------------ |
| Венансіо 58', 100' Іріондо 63' Гарате 85' Сарра 93' | Протокол | Перес-Пая 22', 32', 96' Маскаро 24' Хункоса 108' |

| Нуево Чамартин, Мадрид Арбітр: Арке |

| В               |  | Раймундо Лесама      |
| З               |  | Каніто               |
| З               |  | Хосе Луїс Берасалуке |
| ПЗ              |  | Нандо                |
| ПЗ              |  | Манолін              |
| ПЗ              |  | Хесус Гарай          |
| Н               |  | Рафа Іріондо         |
| Н               |  | Венансіо             |
| Н               |  | Тельмо Сарра         |
| Н               |  | Ігнасіо Гарате       |
| Н               |  | Августин Гаїнса      |
| Н               |  | Хосе Луїс Панісо (к) |
| Тренер:         |  |                      |
| Хосе Ірарагоррі |  |                      |

| В             |  | Марсель Домінго     |  | 45' |
| З             |  | Тінте               |  |     |
| З             |  | Рафаель Мухіка      |  |     |
| ПЗ            |  | Дієго Лосано        |  |     |
| ПЗ            |  | ?                   |  |     |
| ПЗ            |  | Хосе Ернандес       |  |     |
| Н             |  | Хосеп Хункоса       |  |     |
| Н             |  | Педро Маскаро       |  |     |
| Н             |  | Хосе Луїс Перес-Пая |  |     |
| Н             |  | Генрі Карлссон      |  |     |
| Н             |  | Адріан Ескудеро     |  |     |
| Запасні:      |  |                     |  |     |
| В             |  | Вісенте Даудер      |  | 45' |
| Тренер:       |  |                     |  |     |
| Еленіо Еррера |  |                     |  |     |

### Перегравання
| 2 листопада 1950 |

| Атлетік (Більбао) | 2:0      | Атлетіко (Мадрид) |
| ----------------- | -------- | ----------------- |
| Сарра 29', 46'    | Протокол |                   |

| Нуево Чамартин, Мадрид Арбітр: Хосе Антоніо Фомбона |